# 青森市立後潟中学校
青森市立後潟中学校（あおもりしりつ うしろがたちゅうがっこう）は、青森県青森市大字六枚橋にあった公立中学校。

## 概要
- 本校は、青森市六枚橋字磯打地区にあり、旧後潟村域が学区となっていた。

## 沿革
- 1947年（昭和22年）
  - 4月1日 - 学制改革（新学制施行）により、後潟村立後潟中学校設立。後潟高等尋常小学校高等科生が、移籍収容。
  - 4月21日 - 開校式挙行。
- 1950年（昭和25年）9月20日 - 新校舎第一期工事竣工。
- 1951年（昭和26年）10月1日 - 青森工業高校定時制後潟分校併置。
- 1955年（昭和30年）1月26日 - 講堂落成。
- 1956年（昭和31年）
  - 9月1日 - 後潟村が青森市に合併されたことにより、青森市立後潟中学校に改称。
  - 11月19日 - 第二期工事竣工。普通教室二教室増築。
- 1957年（昭和32年）12月22日 - 創立10周年記念式典挙行。
- 1964年（昭和39年）12月3日 - 校歌制定。
- 1969年（昭和44年）3月15日 - 校章制定、校旗樹立。
- 1977年（昭和52年）10月21日 - 創立30周年記念式典挙行。
- 1985年（昭和60年）3月31日 - 奥内中学校と統合した北中学校開校により、閉校となった。

## 参考資料
- 『青森県教育史 別巻』（青森県教育委員会・1973年12月20日発行）873頁「学校沿革 中学校 後潟中学校」
- 『東奥年鑑1986年版』（東奥日報社・1985年9月1日発行）271頁「教育 - 教育行政・教育財政」の「公立学校の設置・廃止」
- 『新青森市史 別編教育(別巻) 年表・学校沿革』（青森市・2000年3月発行）「学校沿革 （二）中学校」250頁「北中学校」